# 摺上原の戦い
- 摺上原の戦い
- 磨上原の戦い

摺上原の戦い（すりあげはらのたたかい）は、安土桃山時代の1589年7月17日（天正17年旧暦6月5日）に、磐梯山裾野の摺上原（福島県磐梯町・猪苗代町）で行われた出羽米沢の伊達政宗軍と会津の蘆名義広軍との合戦。この合戦で伊達政宗は勝利し南奥州の覇権を確立した。

## 決戦

### 前哨戦
天正17年（1589年）4月22日、政宗は米沢城を出発して翌日に大森城に入る。ただし、この時の出兵は当初は郡山合戦以降田村氏の所領を巡って対立を続けていた岩城常隆が4月15日に田村郡に侵攻したことに対応するものであった。ところが、24日になって蘆名氏に仕えていた片平城の片平親綱（大内定綱の弟）が内通すると、政宗は蘆名攻めの好機と捉えるようになる。5月始め、芦名領の安子島城と高玉城を攻めて芦名氏を牽制したのち、軍を転じて相馬領を攻めた。
そのまま伊達軍は越後街道を西に向かって猪苗代・黒川に迫るのが普通だが、ここで政宗は進路を変えて急に北上したのである。そして5月18日には伊具郡の金山城に入城した。ここは反伊達勢力のひとつである相馬領と接する城である。この時、相馬義胤は岩城常隆の要請を受けて田村郡に兵を進めていたが、いきなり伊達軍主力が思いもよらない場所に現れ、しかも5月19日には相馬領の駒ヶ嶺城を落としてしまったのである。しかも5月20日には蓑首城も落城し、城代の泉田甲斐は政宗に降り、杉目三河や木崎右近らは討死した。このため、相馬義胤は田村郡侵攻を諦めて引き返すが、その時政宗はすでに戦後処理を亘理重宗に任せて相馬領から撤退していた。政宗の目的はあくまで相馬家の参戦阻止が目的であり、それは果たせたのである。5月26日に大森に帰城｡翌日葛西･大崎両氏から援兵として鉄砲衆500人が到着した。
政宗は主力を率いて南下し、安子島城に戻った。そして6月1日、今まで態度を明確にしていなかった猪苗代盛国が遂に亀丸を政宗の人質に差し出して恭順したのである。この時、蘆名軍は佐竹や二階堂ら諸氏の軍が合流して2万近くに増大して小倉城まで進出していた。ところが盛国が離反した事で政宗は直接、黒川城に迫る事が可能になった。しかも政宗は米沢城から原田宗時の別働隊を米沢街道沿いに南下させて黒川城に迫らせた。こうなると蘆名家は東と北の両方面から敵に迫られる事になる。蘆名軍はやむなく黒川城に撤退した。
政宗は6月2日本宮城に入り、4日猪苗代に入った。一方、芦名義広は4日の夕方須賀川から黒川城に戻った。

### 摺上原合戦
6月5日、日橋の北の丘に陣どった蘆名勢は猪苗代湖の方に東進してきた。伊達勢は先手猪苗代盛国、二番片倉景綱、三番伊達成実、四番白石宗実、五番旗本、六番浜田景隆、左手大内定綱、右手片平親綱という陣立てでこれに対抗した。伊達勢の進撃をみた芦名勢は､引き返して北方の山麓の摺上原に向かった。敵勢に崩された先手と二番に代わって三番・四番の円居が真一文字に突進したが、義広の旗本に退けられた｡こうして旗本同志の戦いとなったころ、風が西から東に変わって形勢は逆転した。退却した芦名勢の多くは日橋川で溺死した。猪苗代盛国が橋を落としておいたからである｡この合戦で討取った芦名勢は馬上300騎、野伏をあわせて2千余にのぼった。10日の夜、義広は黒川城をすてて白河に逃走し､のちに佐竹家にもどった。
伊達政宗は6月11日に黒川城に入城した。芦名家累代の領地である哀津・大沼・河沼・耶摩の四郡ならびに安積郡の内、下野国塩谷郡の内、越後国蒲原郡の内の合わせて数ヵ所の郡が政宗の支配下に入った。母と夫人も米沢から黒川城に移った。城下の屋敷割がおこなわれて、麾下の士たちに屋敷が与えられた。南会津の芦名旧臣らは、豊臣秀吉に属する上杉景勝を頼り抵抗を続けたが､9月には服属した。
政宗は家臣宛と見られる7月5日の書状に「為御満足候」と書くなど、田村勢の勝利に満足していたとみられている。
しかし、この政宗の行動は天正15年（1587年）に豊臣秀吉が発令した「惣無事令」を無視する行動であった。このため、天正18年（1590年）の小田原征伐で政宗は秀吉に旧蘆名領など摺上原の勝利で得た所領を没収された。

## 関連作品
謡曲
- 摺上

能
- 摺上 - 2018年7月22日、伊達成実生誕450年を記念し、伊達市にて上演された[9]。

ボードゲーム
- 「独眼竜政宗」（ツクダホビー）
- 「Suriagehara」（『RAN』収録）GMT Games、2007年、英語